# Chionochloa cheesemanii
Chionochloa cheesemanii är en gräsart som först beskrevs av Eduard Hackel och Thomas Frederic Cheeseman, och fick sitt nu gällande namn av Victor Dmitrievich Zotov. Chionochloa cheesemanii ingår i släktet Chionochloa och familjen gräs. Inga underarter finns listade i Catalogue of Life.